# Аптон (Кентаки)
Аптон (енгл. Upton) град је у америчкој савезној држави Кентаки.

## Демографија
По попису из 2010. године број становника је 683, што је 29 (4,4%) становника више него 2000. године.
| Група             | 2000.       | 2010.       |
| Белци             | 631 (96,5%) | 653 (95,6%) |
| Афроамериканци    | 5 (0,8%)    | 10 (1,5%)   |
| Азијати           | 0 (0,0%)    | 1 (0,1%)    |
| Хиспаноамериканци | 3 (0,5%)    | 3 (0,4%)    |
| Укупно            | 654         | 683         |